# Пушкинская набережная (Таганрог)
Пушкинская набережная — набережная в Таганроге на берегу Таганрогского залива Азовского моря.

## География
Пушкинская набережная устроена на части естественной береговой полосы, примыкающей с северо-восточной стороны к гавани. Расположена между яхт-клубом и Биржевым спуском. Протяжённость современной набережной — 1085 метров.

## История
Уже на плане Таганрога 1808 года эта набережная была обозначена как «Восточная набережная», хотя как таковой в современном понимании набережной тогда не существовало. Эта территория издавна использовалась для транспортировки и складирования товаров. После обмеления старой Петровской гавани сюда переместился таганрогский рейд и велись погрузочно-разгрузочные работы.
Впервые благоустройство территории проводилось в 1827 году, затем продолжилось в 1835 и велось с перерывами до конца 1840-х годов. В это время уже велось строительство настоящей набережной длиной около 1500 метров. Она была устроена несколькими метрами выше уровня моря, построенные каменные откосы даже при сильных ветрах препятствовали её заливанию.
9 мая (27 апреля по старому стилю) 1849 года состоялись торжества по случаю завершения работ. Вскоре набережную назвали Воронцовской, в честь генерал-губернатора юга России графа М. С. Воронцова. Набережная была связана с городом тремя спусками: Градоначальническим, Биржевым и Воронцовским (ныне Комсомольский), а также Депальдовской лестницей. Для транспортировки грузов вдоль набережной шла конная дорога, а с 1873 года ещё и железнодорожная ветка от вокзала до порта.
В конце 1890-х годов несколько снизился объём коммерческих операций через торговый порт, и набережная стала всё более превращаться в место отдыха для жителей Таганрога. Тогда была отремонтирована вся надводная часть сооружений, замощены твёрдым камнем конная дорога и часть спусков, укреплены откосы обрывов. Вдоль набережной был устроен бульвар. В начале XX века появились частные купальни, открылся яхт-клуб.
В 1924 году имя графа Воронцова исчезло из названия набережной, она стала безымянной. Только в 1952 году ей было присвоено имя «Бульвар имени Пушкина», которое не прижилось, укоренилось название «Пушкинская набережная». Капитальное переустройство набережной велось с 1949 года. Был заасфальтирован тротуар, установлены фигурные опоры для фонарей, скамьи для отдыха, разбит заново бульвар. В 1986 году её ещё раз благоустроили, украсив памятником А. С. Пушкину.
Новую жизнь Пушкинская набережная получила к 300-летнему юбилею Таганрога. В 1998 году был проделан огромный объём работ по реконструкции и расширению старой набережной. Проект разрабатывался коллективом творческой мастерской «Архиград» (руководитель С. Рябоштанов). В осуществлении его принимали участие многие строительные и промышленные предприятия Таганрога, а также ростовские строители и монтажники. Первая очередь обновлённой Пушкинской набережной была открыта 12 сентября 1998 года, в День города.
В июле 2013 года, с целью упорядочивания работ по содержанию Пушкинской набережной, её со всеми элементами благоустройства городские власти передали в оперативное управление МБУ «Приморье». Ежегодно весной устраняются многочисленные дефекты покрытия вдоль береговой линии, образующиеся в осенне-зимний период. Наиболее типичными дефектами являются провалы, возникающие вследствие деформации грунтов под воздействием ливневых и приливных вод, а также разрушенные вандалами секции литого парапета эспланады.
Во время урагана, обрушившегося на Таганрог 24 сентября 2014 года, Пушкинская набережная сильно пострадала. Вдоль литых решёток ограды возникли многочисленные провалы. На ремонт набережной, по оценкам специалистов, понадобится около 5 миллионов рублей.
Появление провалов вдоль литого парапета набережной стало ежегодным явлением, несмотря на ремонтные работы, проводимые каждое лето. В 2016 году было высказано мнение, что избежать размывания основного фундамента набережной можно только путём проведения глобальной реконструкции.
В ноябре 2023 года на набережной была начата реконструкция. Завершить работы планируется на третий квартал 2024 года.

## На набережной расположены
- Монумент в честь 300-летия Таганрога
- Памятник Александру Пушкину
- Скульптурная композиция «Роман с контрабасом»

## Галерея

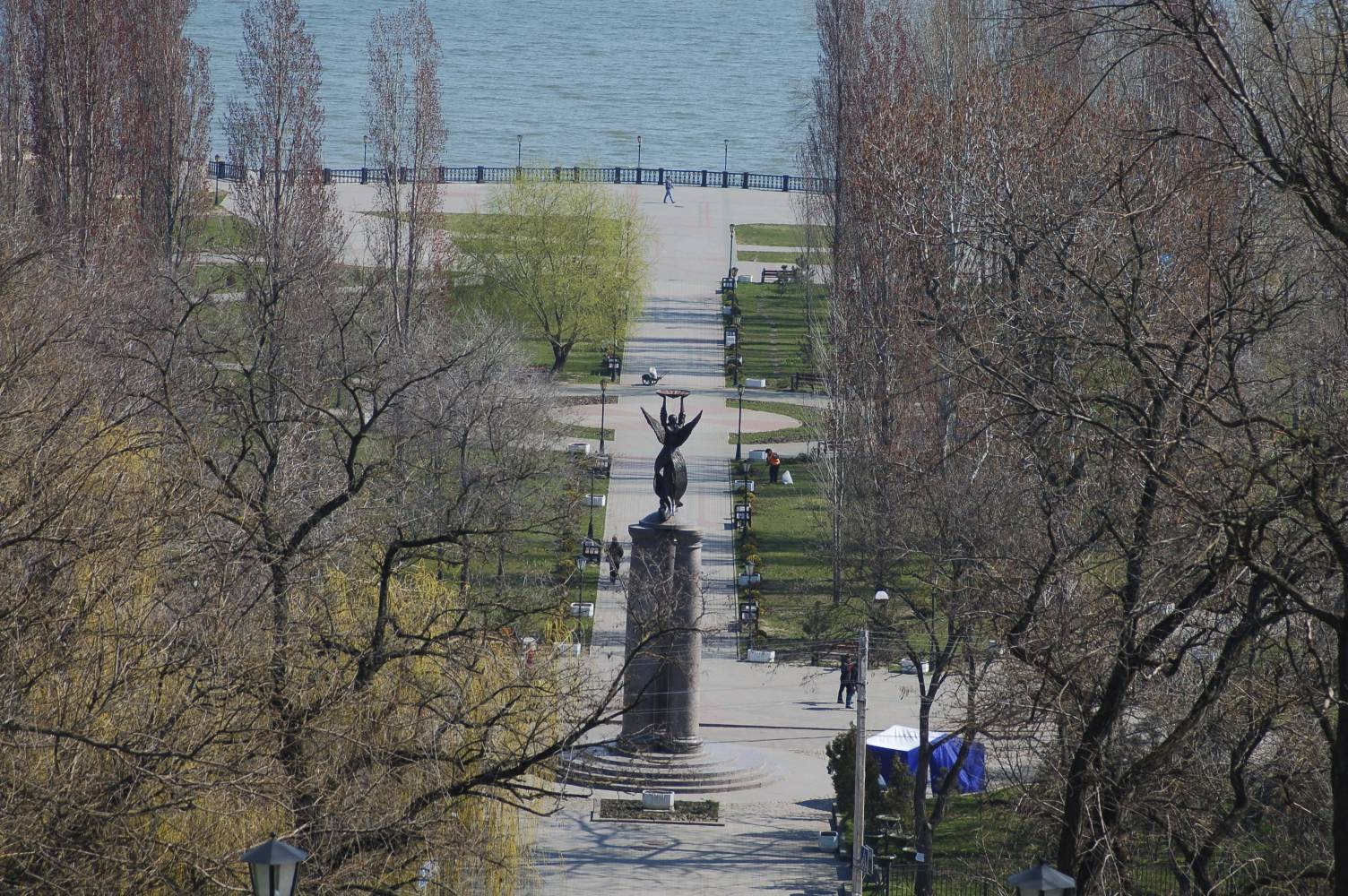
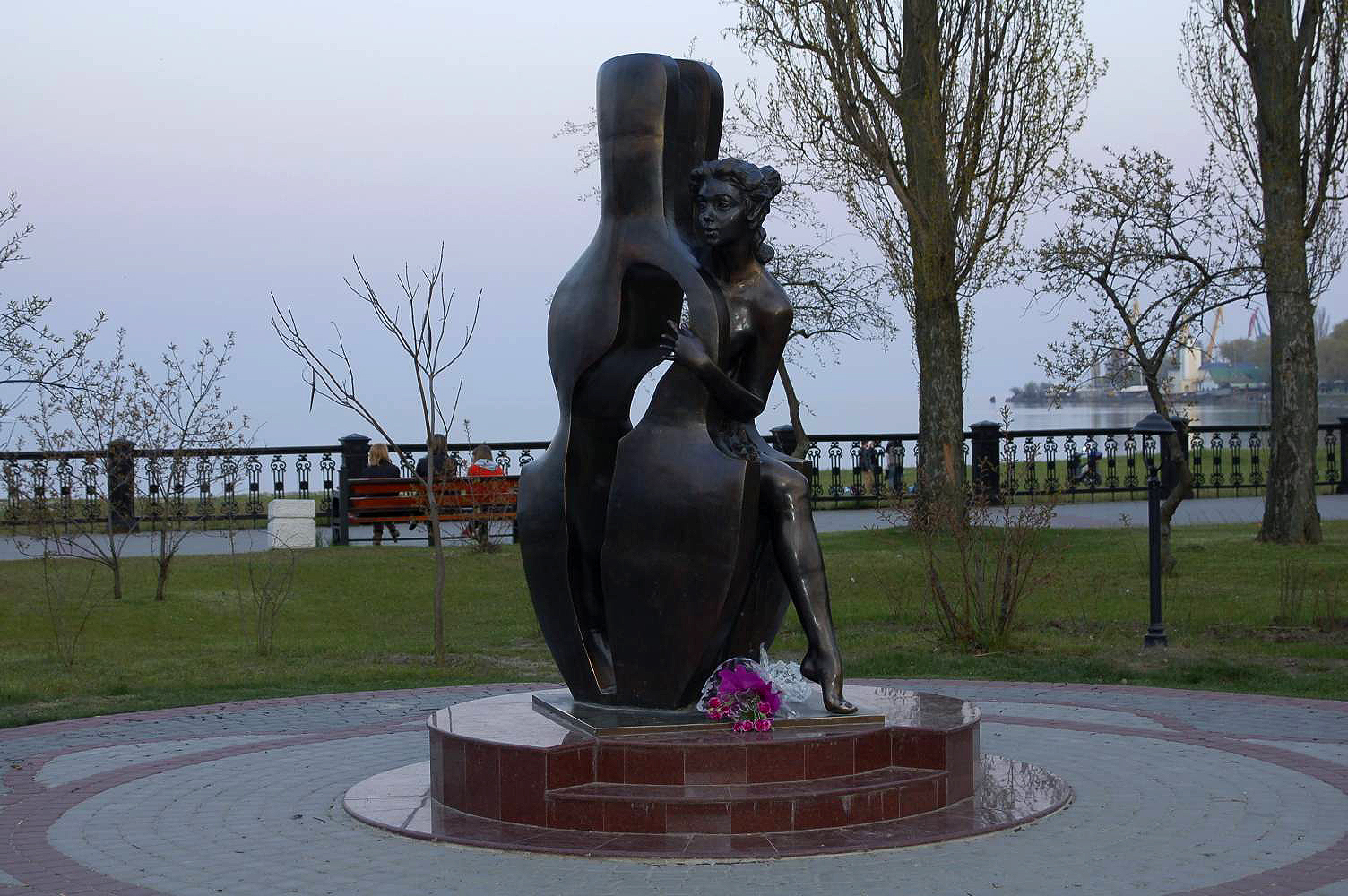
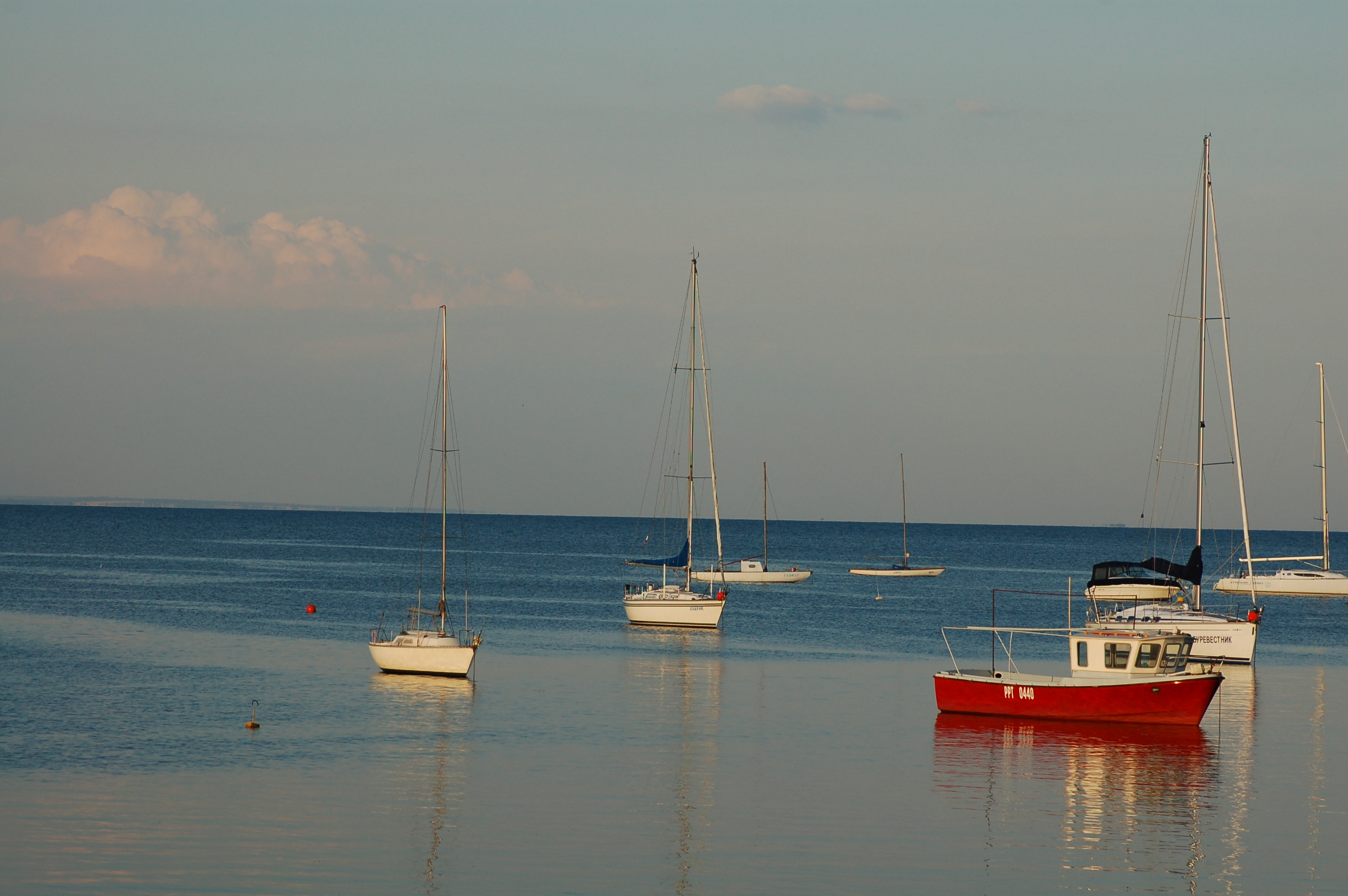
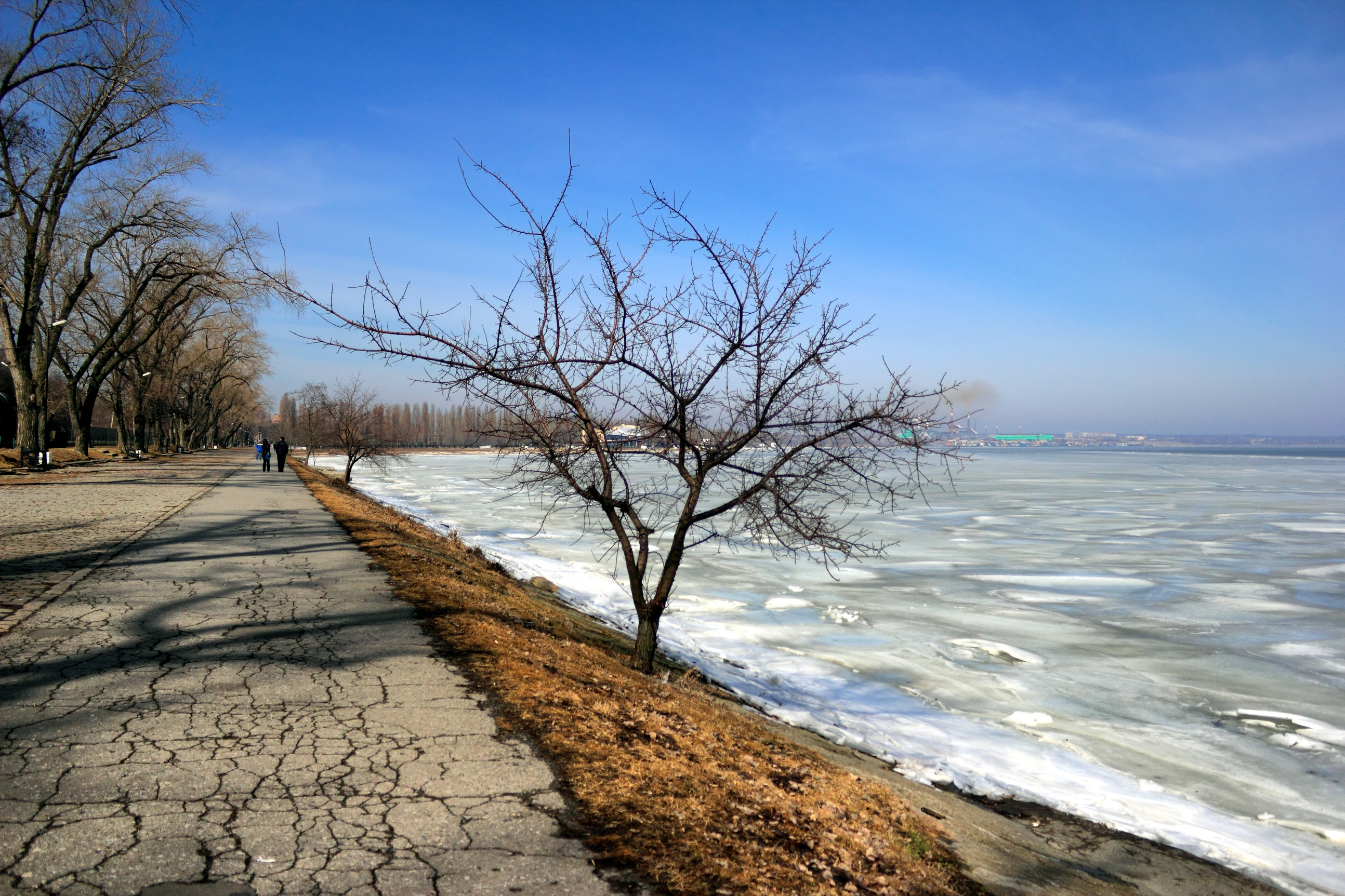